# Сан Марко (Падова)
Сан Марко је насеље у Италији у округу Падова, региону Венето.
Према процени из 2011. у насељу је живело 690 становника. Насеље се налази на надморској висини од 18 м.